# Jens Meilvang
Jens Meilvang, né le 2 avril 1981 à Auning (Danemark), est un homme politique danois, membre de l'Alliance libérale.

## Biographie
Jens Meilvang s'engage à 15 ans au sein du parti Venstre. Il est élu conseiller municipal de Norddjurs sous les couleurs du parti lors des élections municipales de 2005.
En 2008, il brigue l'investiture de son parti pour être sa tête de liste lors des élections municipales de 2009, mais perd le vote interne de novembre 2008 par 49 voix contre 80. Il est toutefois réélu au conseil municipal lors du scrutin de novembre 2009. 
En juillet 2012, il annonce quitter son parti pour rejoindre l'Alliance libérale. Lors des élections municipales de 2013, il est la tête de liste de son nouveau parti et est réélu au conseil municipal. Il est de nouveau tête de liste lors des élections de 2017 et 2021, où il est réélu pour un quatrième et un cinquième mandat municipal,.
Il est candidat aux élections législatives de juin 2019 mais, alors que le parti ne remporte que quatre sièges nationalement, ne parvient pas à devenir député, devenant le premier suppléant de son parti dans la circonscription du Jutland de l'Est.
Il est de nouveau candidat lors des élections législatives de novembre 2022, où il est cette fois-ci élu député au Folketing. Après le scrutin, il devient le porte-parole de son groupe parlementaire pour les transports, et les territoires ruraux et insulaires.
En décembre 2023, il est fait chevalier de l'ordre de Dannebrog.